# Iolgo
I monti Iolgo (in russo Иолго?) sono una catena montuosa nella parte nord-occidentale dei monti Altaj, nella Siberia meridionale. La catena si snoda nei rajon Čemal'skij, Ongudajskij, Čojskij e Majminskij della Repubblica dell'Altaj, in Russia.

## Geografia
La catena montuosa ha una lunghezza di circa 90 km, il punto più alto è il monte Al'bagan, 2 618 m. I monti Iolgo si trovano nello spartiacque dei fiumi Katun' e Bija.
Le montagne sono composte da calcare, arenaria, scisti del Paleozoico inferiore e rocce tufogeniche del Paleozoico medio, con intrusione di graniti. 
Sulle pendici orientali la vegetazione è quella della taiga (abete, Cedrus), su quella occidentali ci sono boschi di betulla, pino e larice, sopra i 1 700 m prati subalpini e alpini, e tundra di montagna.